# Oleksandr Shcherbina
Oleksandr Shcherbina (Zinovievsk, 25 de enero de 1931) fue un atleta soviético especializado en la prueba de 50 km marcha, en la que consiguió ser medallista de bronce europeo en 1966.

## Carrera deportiva
En el Campeonato Europeo de Atletismo de 1966 ganó la medalla de bronce en los 50 km marcha, con un tiempo de 4:20:47 segundos, llegando a meta tras el italiano Abdon Pamich y el también soviético Guennadi Agápov (plata con 4:20:01 segundos).